# Filippo Bonavitacola
Filippo Bonavitacola (Montella, 3 marzo 1914 – Branovo, 8 dicembre 1944) è stato un militare italiano insignito di medaglia d'oro al valor militare alla memoria.
Durante l'armistizio tra l'Italia e gli Alleati, Bonavitacola era a Berati, in Albania. Si unì insieme ad altri carabinieri ai partigiani albanesi e fu catturato dai tedeschi ad Elbasan e portato in un campo di concentramento, dal quale riuscì a scappare. Si unì quindi ai partigiani cecoslovacchi ma venne nuovamente fatto prigioniero. Fu condannato a morte dai tedeschi.

## Commemorazioni
I resti di Filippo Bonavitacola furono riportati in Italia soltanto nel dicembre del 1994 e sono stati tumulati nel cimitero di Cassano Irpino, vicino al suo paese natale. Qui gli è stata intitolata una via e la caserma che a Montella ospita la Compagnia carabinieri. Ricordano Bonavitacola anche strade di Roma e di Napoli e una piazza di Cassano.